# くるみ割り

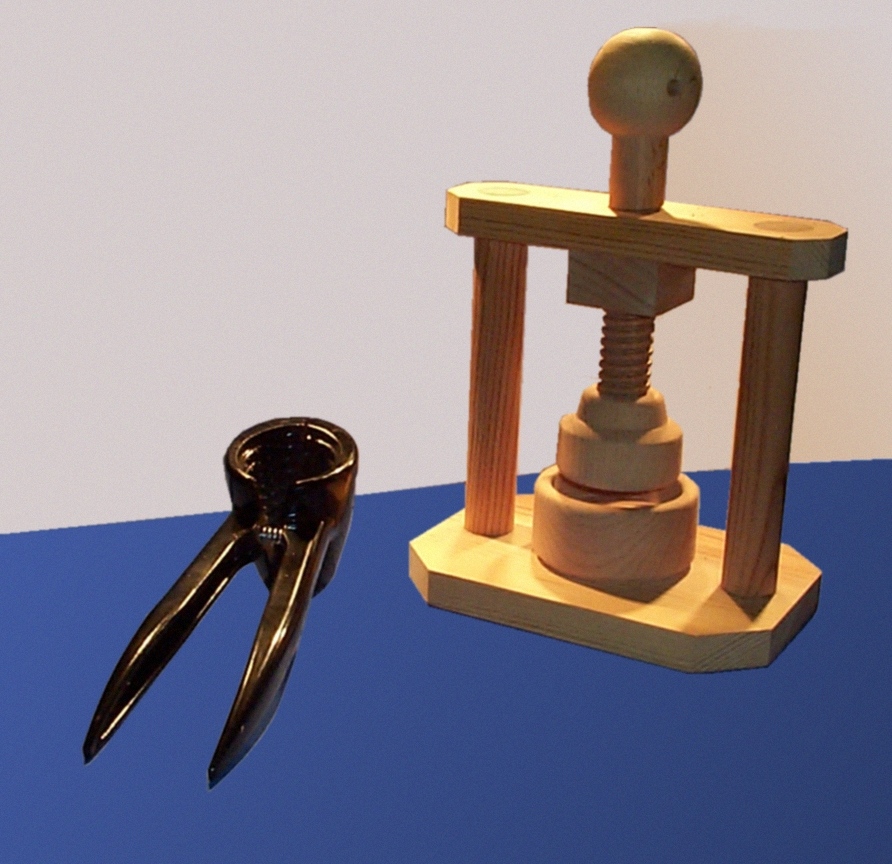
くるみ割り2種。やっとこ型のもの（左）と万力型のもの（右）。

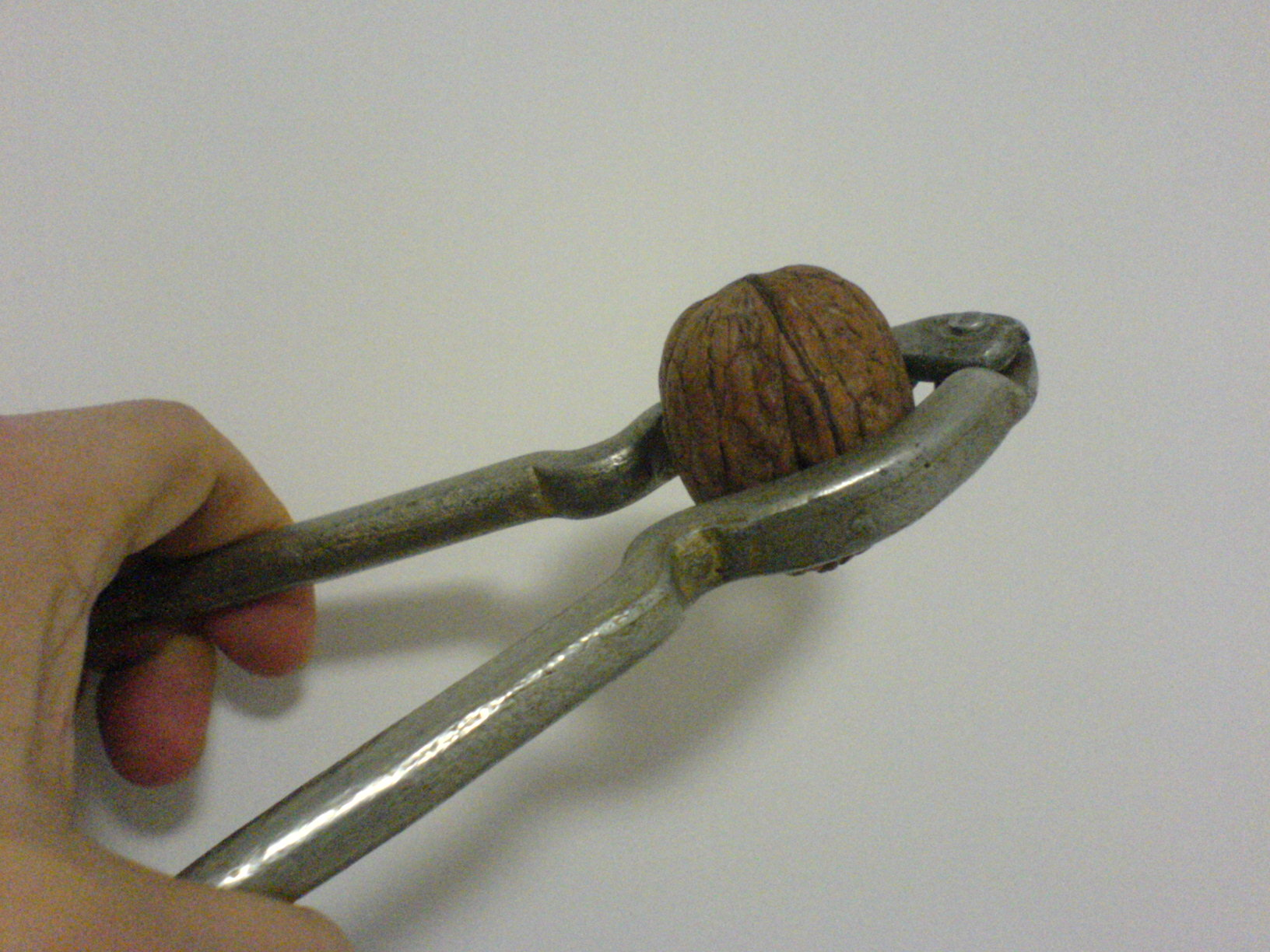
やっとこ型くるみ割りの使い方

くるみ割り（くるみわり）は、胡桃の固い殻を割るための道具である。やっとこに似た形をしたものがもっとも一般的で、この場合やっとことは異なりジョイント部分は最末端部にあり、それより手前の窪みの部分に胡桃を挟み込んで、てこの原理を利用して割る。ほかに万力のようにねじを回していって圧力を加えて割るタイプのものや、通常のやっとこ型の先端に刃がついた和くるみ用のものなどさまざまな形状がある。
また装飾品の一種として、後述する木製の人形型のくるみ割り器（くるみ割り人形）があり、ドイツの伝統的な工芸品として親しまれている。

## 歴史

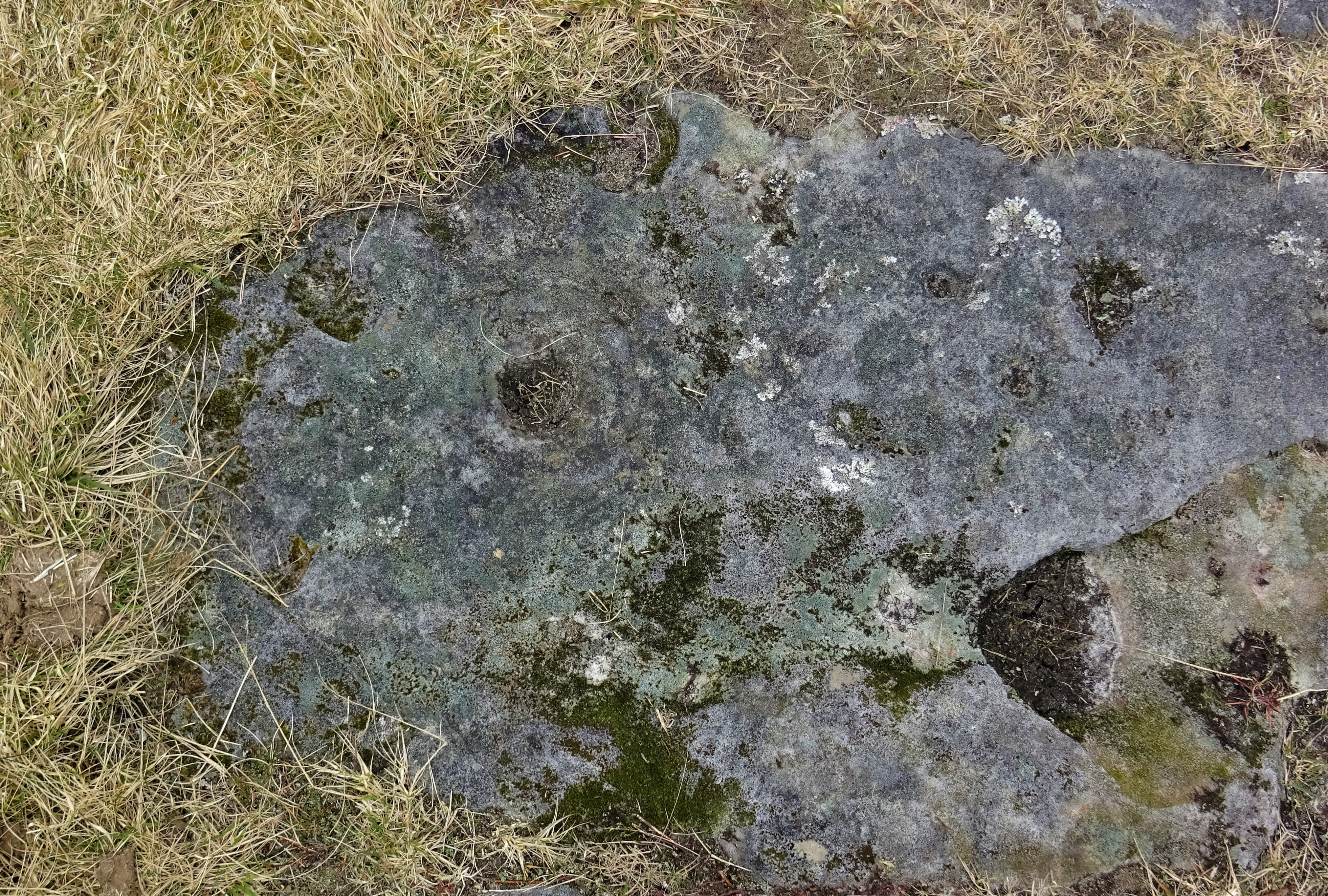
カップストーン

先史時代、太古の昔、人類はくるみの固い殻を石を使って割っていた、と考えられる。ナッツ類を割るために使われる石器はカップストーン(Cupstone)と呼ばれるが、アメリカやヨーロッパ各地にはこの目的に使われた石器がいくつも発掘されており、これらの年代は今より4000年前から8000年前までさかのぼれる。日本でも縄文時代中期の遺跡である西原遺跡（埼玉県熊谷市千代）から、胡桃の形に対応したカーブを持つ凹石が出土している。
胡桃を採集する農耕民は、胡桃が木から落ちる時期になると近くに野営し、採集した実は（割って）そのまま食べたり、くるみの木を栽培するために土に蒔いたり、砕いてバターを作ったりしていたものと見られる。
金属製のくるみ割りは紀元前3－4世紀に遡り、V字型の間にくるみを挟み、てこの原理で殻を割る方式のくるみ割りが現存している。鉄製の取っ手を持つものでは、フランスのルーアンにある博物館に13世紀に制作されたものが収蔵されており、真鍮製のものでは14世紀ないし15世紀にはすでに作られていたことが知られている。初期のものは金属を打って形を整えて作られていたが、後には鋳型で流し込んで作られるようになった。イングランドは真鍮製のさまざまなタイプのくるみ割りを生産し、アメリカでは鋳型を使った鉄製のものが多く作られた。
木製のくるみ割りは、初期のものは二つの木片を革材で繋いだシンプルな形状のものであった。15世紀から16世紀にかけては、フランスとイングランドで美しい彫刻を施したくるみ割りが制作された。素材はそれぞれの地域の木材が使われていたが、特に木目が細かく均一なツゲ材がもっとも好んで使用された。18世紀から19世紀にかけてはオーストリア、スイス、イタリアで同様に彫刻を施したくるみ割りが多く作られた。万力型のものが現われるのは17世紀からである。
1800年までには、ドイツのゾンネンベルクおよびエルツ山地で直立した人形型のくるみ割り人形が見られるようになった。1830年のグリム兄弟によるドイツ語辞書では、「くるみ割り」(Nussknacker)を「しばしば醜い小男の形で、その口にくるみを入れ、梃子かねじの仕掛けによって割る」と定義されている。

## くるみ割り人形

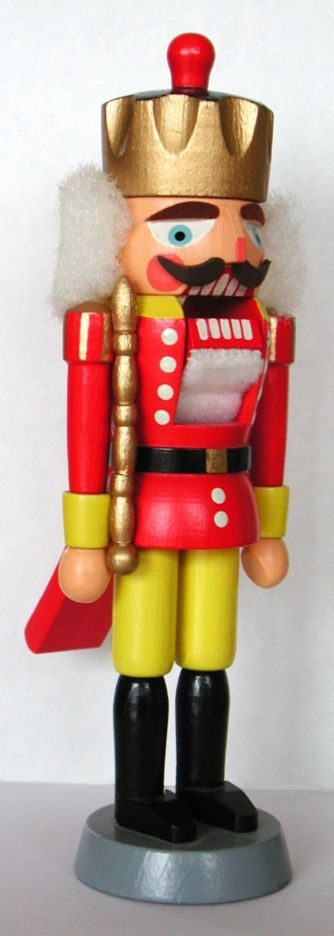
くるみ割り人形

くるみ割り人形はドイツの伝統工芸品で、テューリンゲン州ゾンネンベルク、エルツ山地のザイフェン村など、山間部の地域の特産品として作られている。木製の直立した人形で、顎を開閉させて胡桃を噛ませ、背中のレバーを押しさげることで割る仕組みになっている。意匠は王様や兵士を模したものが多く、そのほか警官やサンタクロースの姿をしたものものある。現在でも煙出し人形と並んでドイツにおけるクリスマスの代表的な装飾品である（ドイツにはクリスマスツリーに金紙を包んだ胡桃を飾る習慣がある）。
16世紀にはすでに人の形をしたくるみ割りを贈る習慣があったらしく、ベルヒスガルテンの1650年の製品記録には「クルミ噛み」(Nusbeiser)という言葉が見出され、ゾンネンベルクでは1735年に、顎を開いてかませるたくましい体つきの「くるみ噛み人形」が話題になったという記録がある。現在よく知られているタイプのくるみ割り人形は、ザイフェンのヴィルヘルム・フリードリッヒ・フュヒトナーが1870年よりろくろ技術を使用して作り始めたもので、このためフュヒトナーは「エルツ山地のくるみ割り人形の父」と呼ばれている。
くるみ割り人形が人々の意識にはっきり上るようになったのは、E.T.A.ホフマンの1816年の童話『くるみ割り人形とねずみの王様』によってであった。この童話はチャイコフスキーの音楽によるバレエ『くるみ割り人形』の原作としても著名である。ハインリヒ・ホフマンの1851年の絵本『くるみ割り王とあわれなラインホルト』では、王様型のくるみ割り人形とともに、ザイフェン名物と知られていたノアの箱舟のおもちゃが登場しており、これが前述のフュヒトナーにくるみ割り人形制作を着想させるきっかけとなっている。

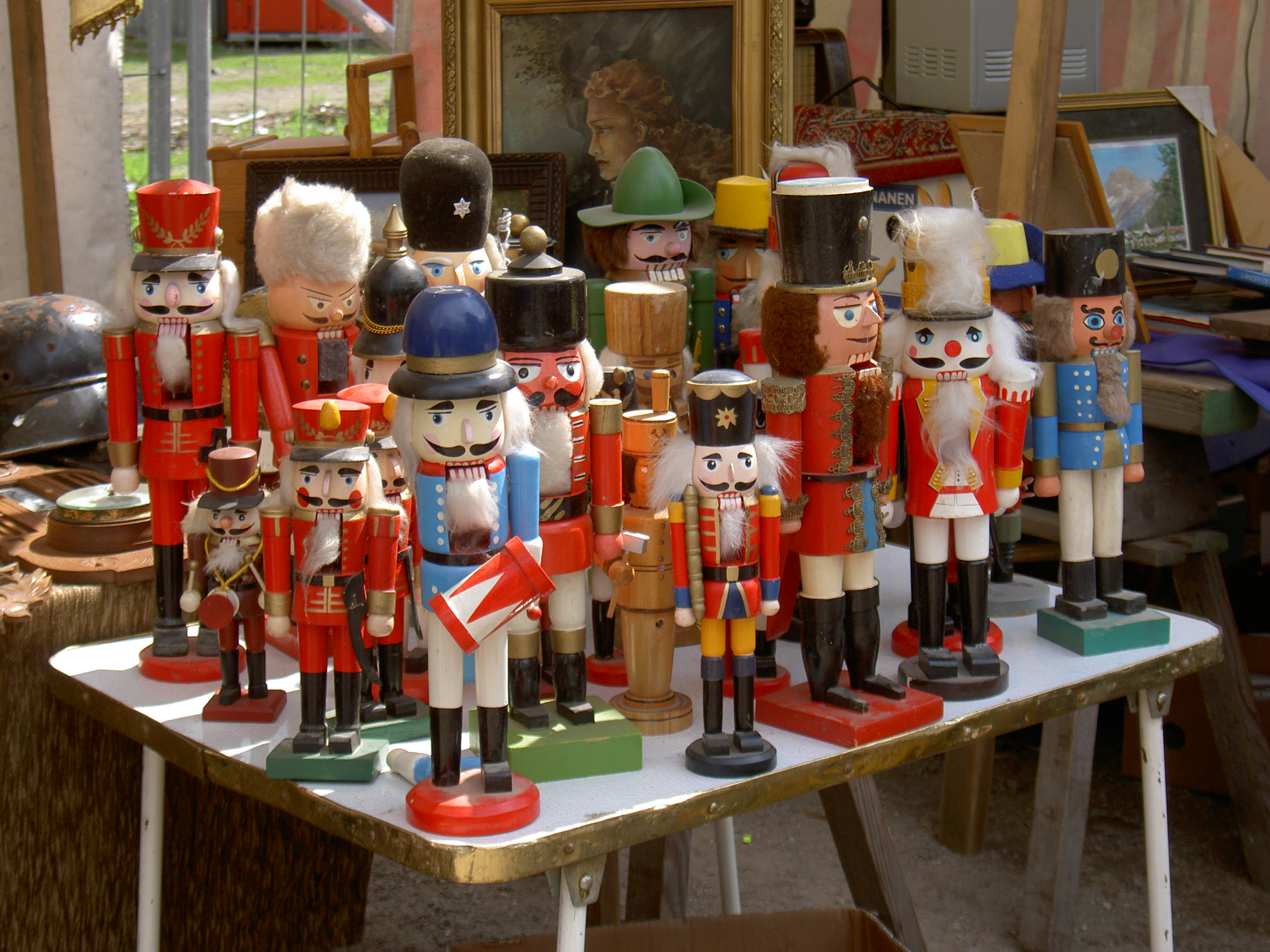
くるみ割り人形の一群。ベルリンの蚤の市にて。

王様や兵士、憲兵などをモデルとして作られたのは、そうした庶民が歯が立たない相手にくるみ割りの労働を代行させるという鬱憤晴らしのような意図があったものと見られる。19世紀には政治家をくるみ割り人形に模した風刺漫画がしばしば描かれており、子供向けの童話や絵本においても現代にいたるまで悪役主人公として定番の存在となっている。
ドイツのクリスマスマーケットでは数メートルの巨大なくるみ割り人形が飾られることがあり、オスナブリュックのクリスマスマーケットでは6メートルの高さに及ぶくるみ割り人形が設置される。世界最大のくるみ割り人形は、エルツ山地のノイハウゼンにあるくるみ割り博物館前に置かれている、高さ10,10メートル、重さ3285キログラムのRitter Borso von Riesenburgである。

## ギャラリー

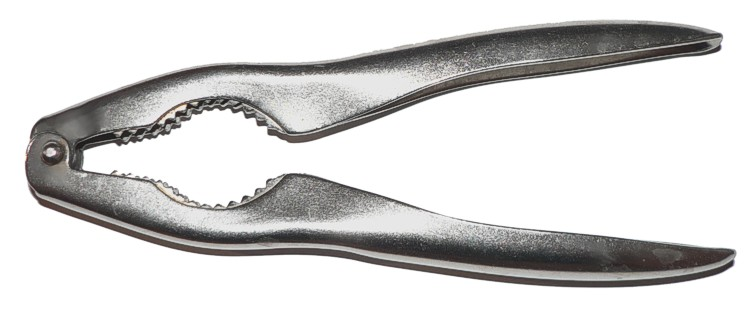
シンプルなやっとこ型のもの
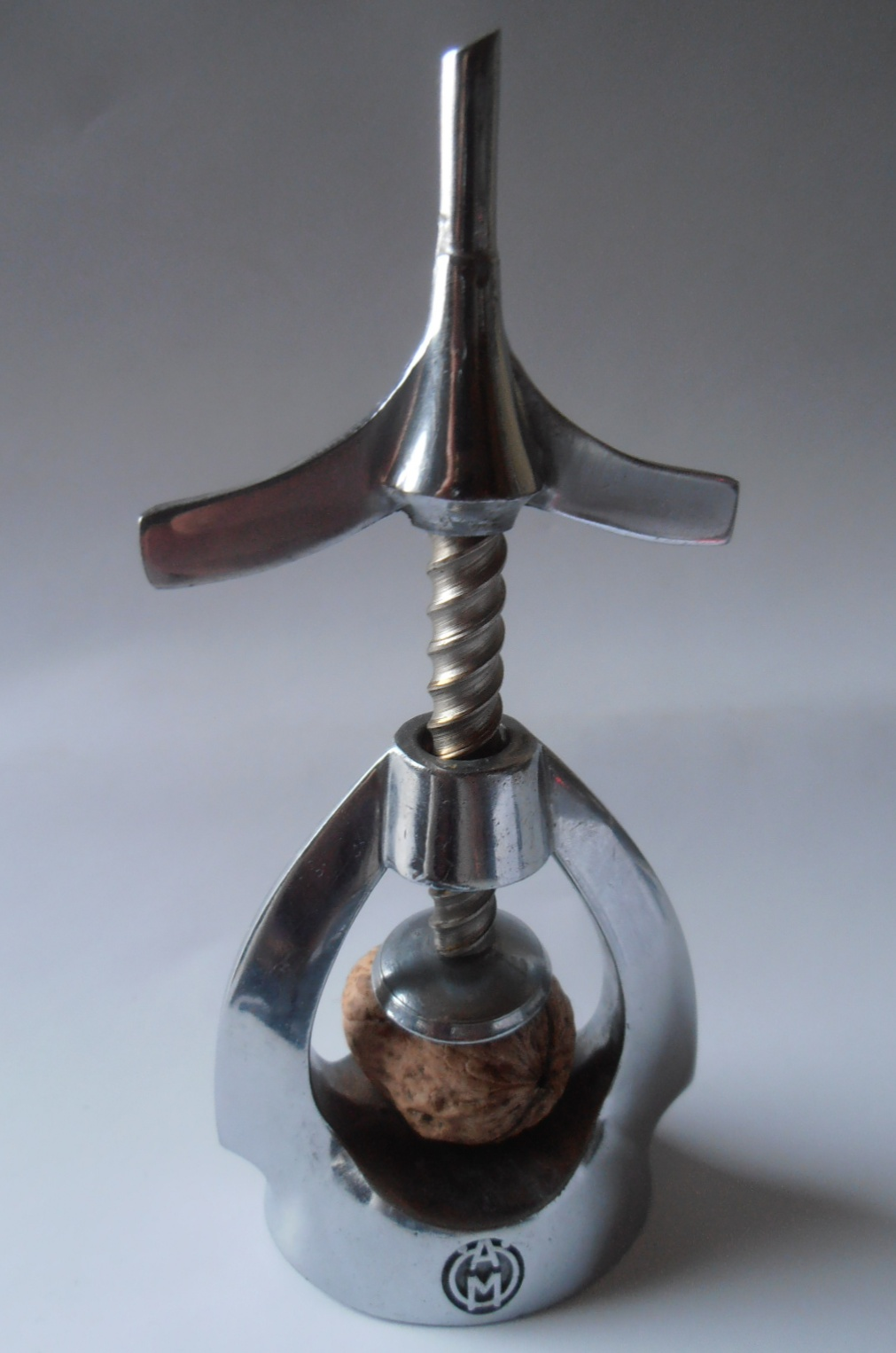
万力型のもの
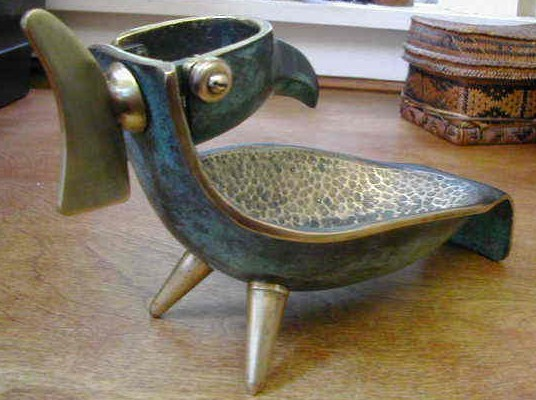
Maurice Ascalonがデザインしたくるみ割り。1950年ころ。
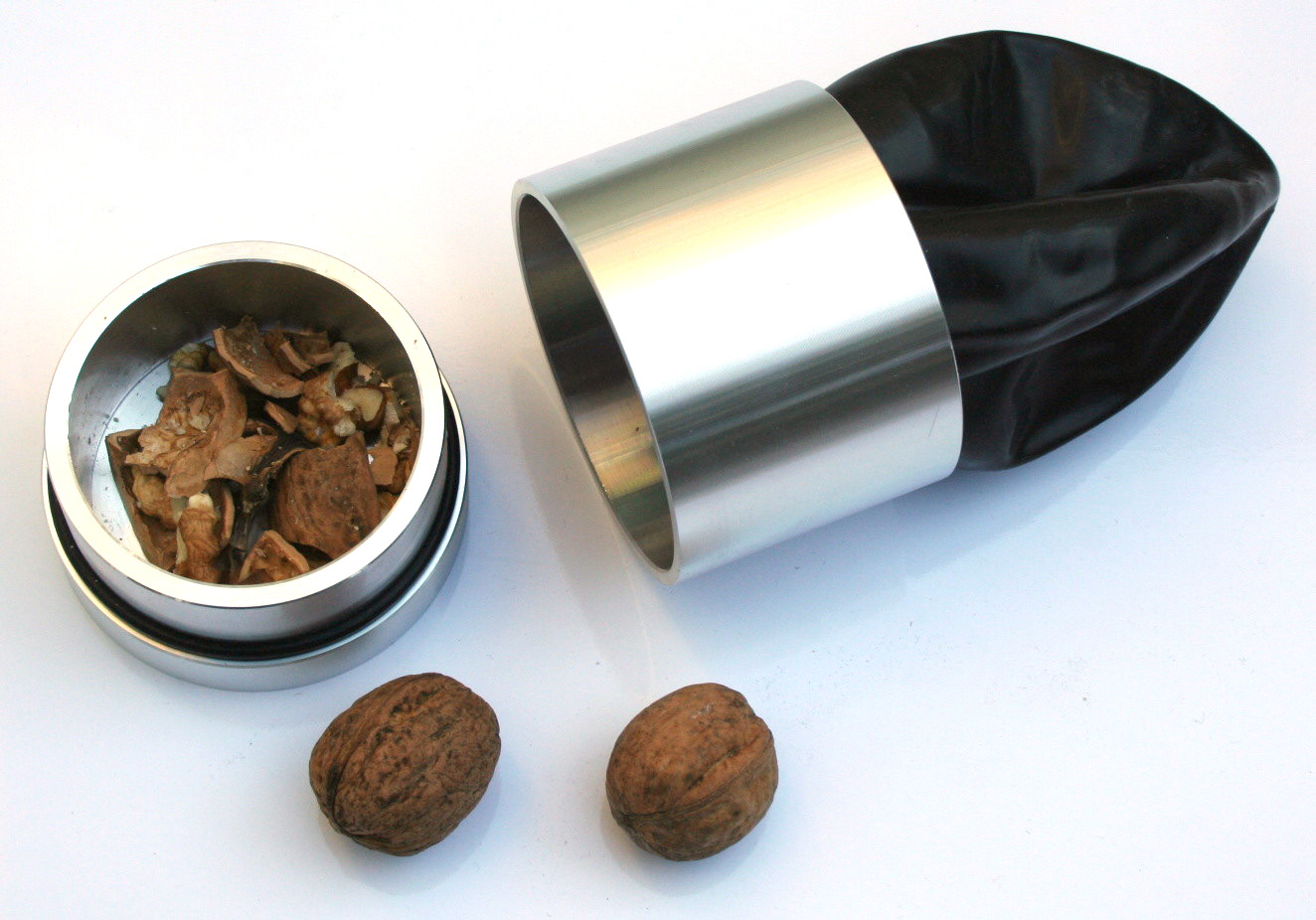
ゴムの伸縮力を利用して殻を砕くタイプのもの
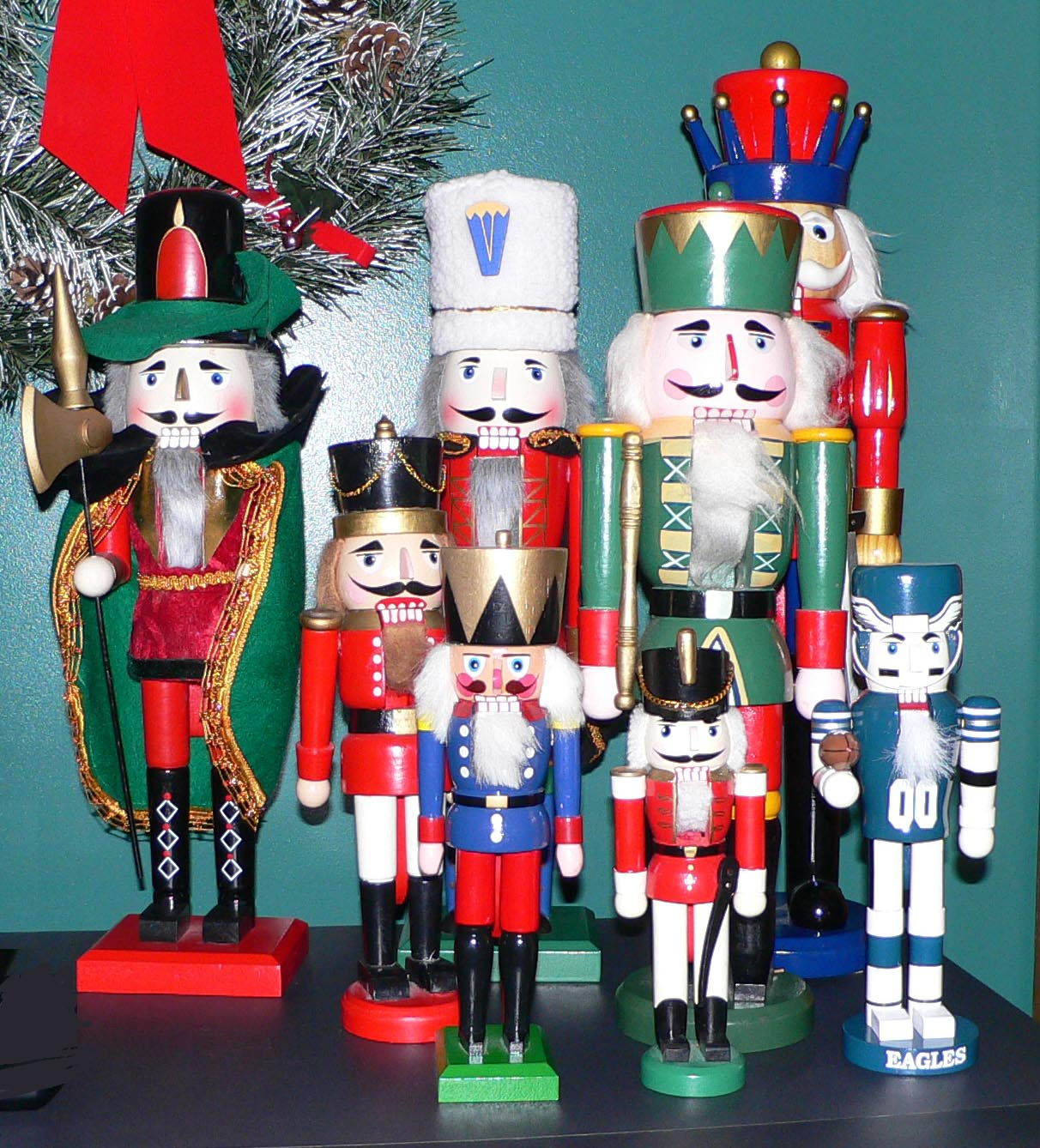
さまざまなくるみ割り人形
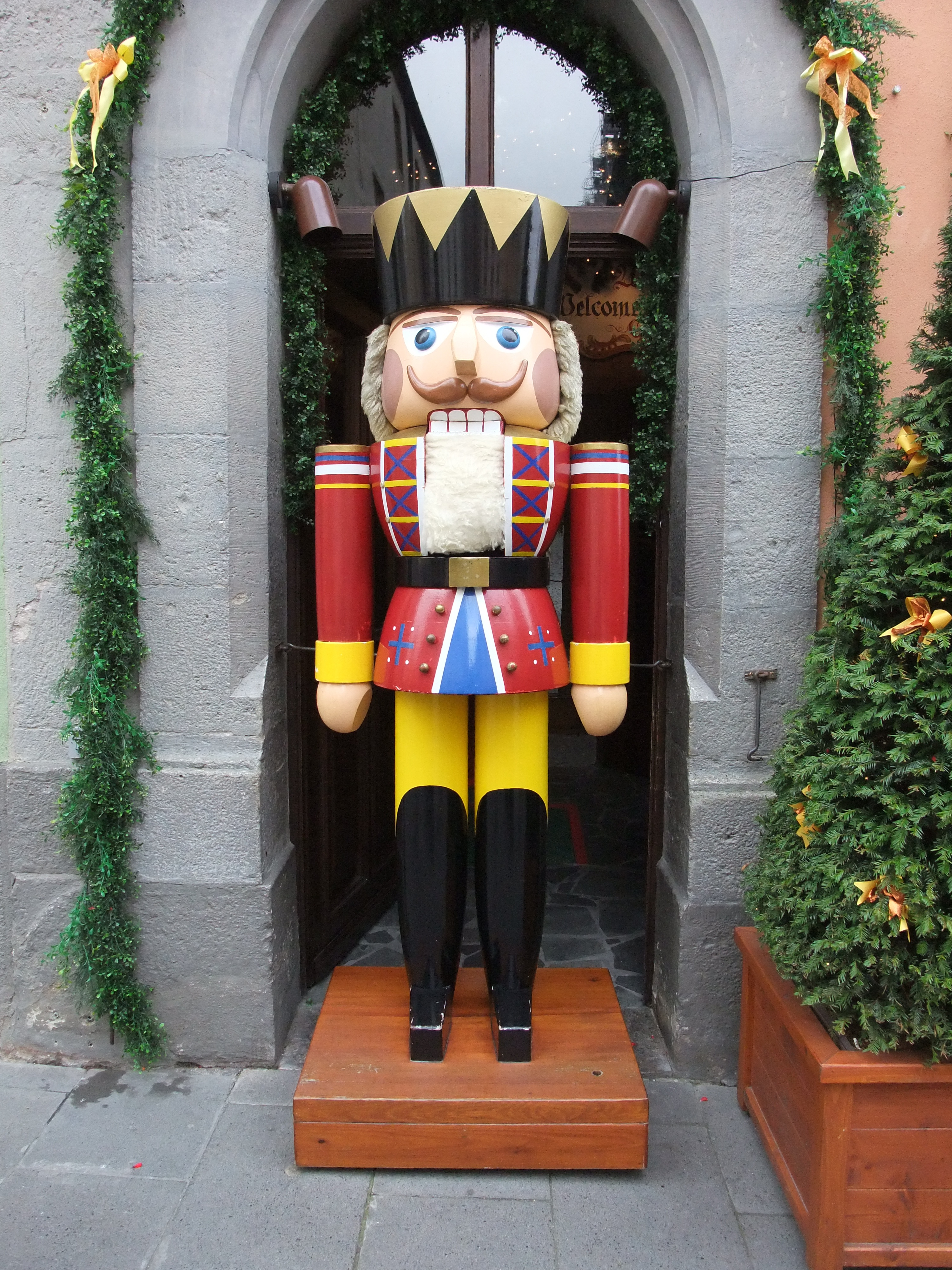
等身大のくるみ割り人形（ローテンブルク・クリスマス博物館）
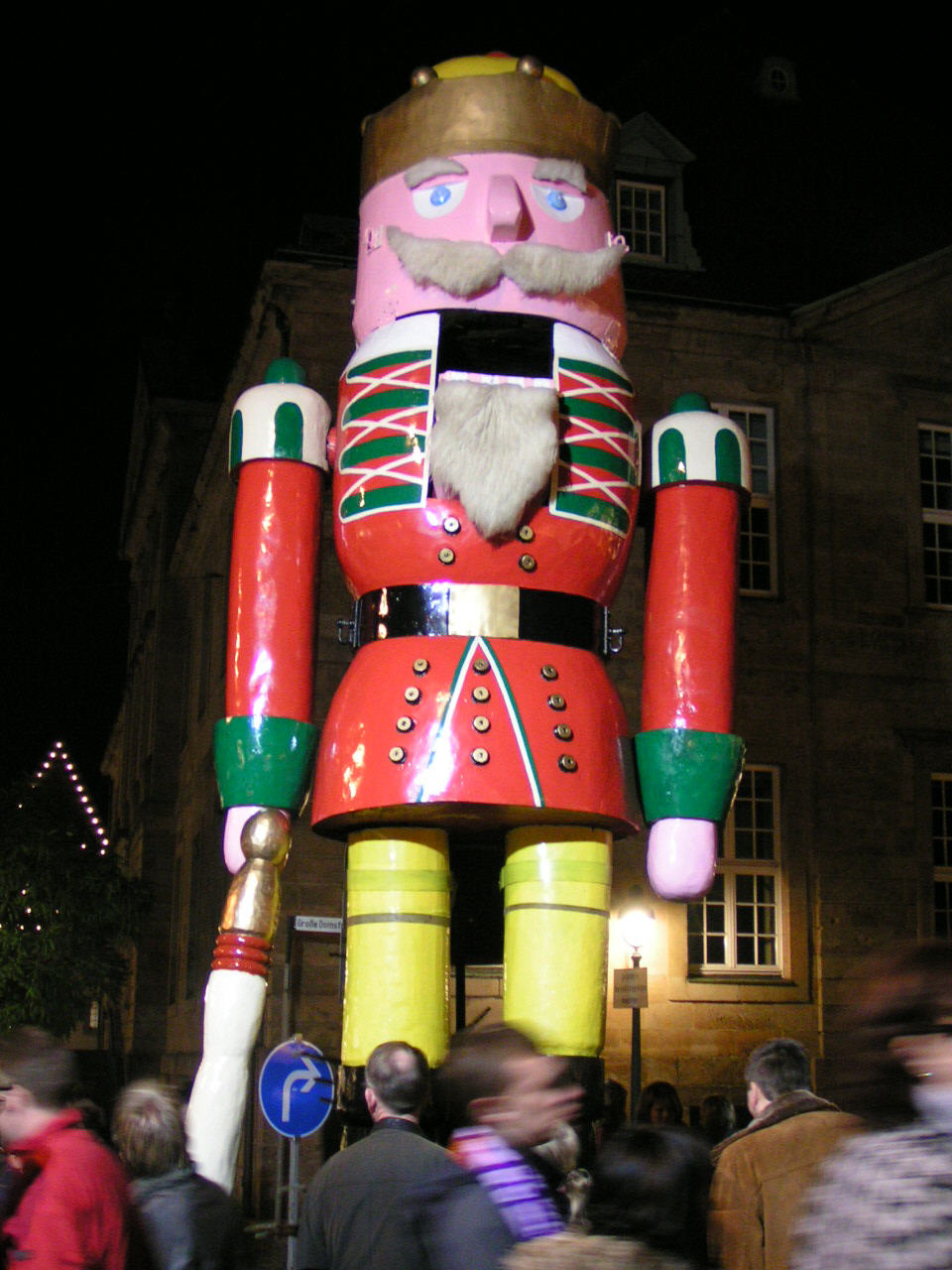
オスナブリュックのクリスマス市で展示される巨大くるみ割り人形